# Ctenochira annulata
Ctenochira annulata är en stekelart som först beskrevs av Holmgren 1857.  Ctenochira annulata ingår i släktet Ctenochira och familjen brokparasitsteklar. Arten är reproducerande i Sverige. Inga underarter finns listade i Catalogue of Life.